# Селигерский муравьиный заказник
Селигерский муравьиный заказник — памятник природы регионального значения в Осташковском районе Тверской области. Расположен на юго-западном берегу озера Селигер, между деревнями Ботово и Конец Ботовского сельского поселения. Охраняемая территория составляет 3,26 км².
Образован 30 июля 1986 года в связи с решением исполнительного Комитета Калининского областного Совета народных депутатов от 30.07.1986 № 273.
Территория заказника является участком изолированного лесного массива, занимающего площадь 326 га. Растительность представлена ельниками-зеленомошниками, кисличниками и черничниками. Здесь располагаются более 200 муравейников. Основную массу составляют гнёзда рыжего лесного муравья северной разновидности с плотностью до 20 муравейников на 1 гектар. Средний размер муравейников: диаметр 2,2 — 2,5 м, высота 1,2 — 1,5 м.